# ケマル・ルーフェ
ケマル・ルーフェ（Kemar Roofe、1993年1月6日 - ）は、イングランド・ウォルソール出身、ジャマイカ代表のプロサッカー選手。レンジャーズFC所属。ポジションはMF。

## 経歴

### クラブ
ウェスト・ブロムウィッチ・アルビオンFCのアカデミーで育成され、2009年7月にスカラシップを締結。2012年1月、クラブと最初のプロ契約を結んだ。
2014-15シーズン終了後、レンタルで加入していたオックスフォード・ユナイテッドFCに完全移籍。
2016年7月7日、チャンピオンシップのリーズ・ユナイテッドAFCに移籍。
2019年8月6日、RSCアンデルレヒトに移籍。
2020年8月4日、レンジャーズFCに4年契約で移籍。

### 代表
2021年9月5日、2022 FIFAワールドカップ・予選のパナマ代表戦でジャマイカ代表として初出場。

## 所属クラブ
- ウェスト・ブロムウィッチ・アルビオンFC 2011-2015

→ ヴィキングル・レイキャヴィーク 2011 (loan)
→ ノーサンプトン・タウンFC 2012 (loan)
→ チェルトナム・タウンFC 2013-2014 (loan)
→ コルチェスター・ユナイテッドFC 2014 (loan)
→ オックスフォード・ユナイテッドFC 2015 (loan)
- オックスフォード・ユナイテッドFC 2015-2016
- リーズ・ユナイテッドAFC 2016-2019
- RSCアンデルレヒト 2019-2020
- レンジャーズFC 2020-

## タイトル
個人
- フットボールリーグ2年間ベストイレブン: 2015-16